# Суворов, Иван Петрович
Ива́н Петро́вич Суво́ров (1829—1880) — русский медик, врачебный инспектор Туркестанской области, участник Крымской войны и Туркестанских походов.

## Биография
Иван Суворов родился в 1829 году в семье священника. Окончив курс Тверской духовной семинарии, поступил в 1848 г. казённым воспитанником в Петербургскую медико-хирургическую академию, из которой вышел в 1854 году и тотчас же был назначен врачом при временном военном № 12 госпитале, находившемся в Дунайских княжествах, а в самый разгар Севастопольской кампании состоял лекарем Тобольского пехотного полка. 
По окончании войны Суворов был командирован с научной целью в 1-й Петербургский военный госпиталь, где занимался более двух лет, а затем получил назначение лекарем в Оренбургский военный округ. 17 ноября 1862 г. за защиту диссертации под заглавием «Нервные сплетения и ячейки в радужной оболочке глаза» («Медицинский вестник», 1862, и отдельное издание: СПб., 1862) медико-хирургической академией он был удостоен степени доктора медицины и в следующем году занял место старшего доктора Сыр-Дарьинской линии. В дальнейшей службе занимал места: главного лекаря Оренбургского военного госпиталя (1865 г.), старшего врача Туркестанской области (1866 г.), помощника окружного военно-медицинского инспектора Туркестанской области (1867—1874 г.) и, наконец, инспектора той же области, с 1874 г. до самой смерти, которая последовала в 1880 г.
За время службы в Туркестане Суворов принял участие во всех крупных военных кампаниях: в 1866—1868 гг. против Бухары, в 1873 г. в Хиву, в 1875—1876 гг. в Кокандское ханство.
Кроме диссертации Суворову принадлежат ещё следующие работы: «О минеральном источнике Ариман-Булак, близ верховьев одного из притоков с правой стороны р. Атрек-Куль-Су» («Военно-медицинский журнал», 1872 г., ч. 115, VI); «О появлении и распространении холеры в 1872 г.» (там же, 1873 г., ч. 117, III); «О санитарной части войск, действовавших против Хивы в 1873 г.» (там же, 1875 г., ч. 122, VII).